# Белхатов
Белхатов или Белха̀тув (на полски: Bełchatów) е град в Централна Полша, Лодзко войводство. Административен център е на Белхатовски окръг, както и на селската Белхатовска община, без да е част от нея. Самият град е обособен в самостоятелна градска община с площ 34,64 км2.

## География
Градът се намира в историческия регион Великополша южно от войводския център Лодз и западно от Пьотърков Трибуналски.

## История
За пръв път селището е споменато през 1391 г. От края на XVI век е собственост на семейство Ковалевски – герб Прус III. През 1743 г. получава градски права от крал Август III.
В периода 1975 – 1998 г. градът е в състава на Лодзкото войводство.

## Население
Населението на града възлиза на 57 964 души (2017 г.). Гъстотата е 1673 души/км2.
Демография
- 1820 – 352 души
- 1860 – 1899 души
- 1939 – 10 500 души
- 1946 – 4780 души
- 1960 – 7327 души
- 1970 – 9259 души
- 1980 – 27 644 души
- 1995 – 59 868 души
- 2002 – 63 208 души
- 2008 – 61 418 души
- 2017 – 57 964 души

## Административно деление
Административно градът е разделен на 26 микрорайони (ошедли).
| - 1 май - Белхатовек - Бинков - Будовляних - Волношч - Грохолице - Добжельов - Долношльонске - Домеховице - Едвардов - Жолнежи П.О.В. - Замошче - Конопницкей | - Коперник - Липи - Людвиков - Ниви Домеховицке - Окшеи - Олщинске - Политанице - Пшитоже - Слонечне - Смолярня - Тишьонцлеця - Чаплинецке - Шрудмешче |

## Спорт
Градът е дом на футболния клуб Г.К.С. Белхатов.

## Градове партньори
- Aubergenville, Франция
- Таураге, Литва
- Советск, Русия
- Мишленице, Полша
- Чонград, Унгария
- Alcobaça, Португалия

## Фотогалерия
- Ошедле „1 май“
- Ошедле „Бинков“
- Спортна зала „Енергия“
- Ошедле „Пшитоже“
- Стадион „Г.К.С. Белхатов“
- Т.Е.Ц. Белхатов
- Църква „Всех Светих“
- Градската библиотека
- Паметник на Адам Мицкевич